# Рудолф Шьолер
Рудолф Шьолер (на немски: Rudolf Schoeller) е бивш пилот от Формула 1. Роден на 27 април 1902 година в Дюрен, Швейцария. 

## Формула 1
Рудолф Шьолер прави своя дебют във Формула 1 в Голямата награда на Германия през 1952 година. В световния шампионат записва 1 състезаниe като не успява да спечели точки. Състезава се с частно ферари.